# نازان كسال
نازان (كِرِلمِش) كسال (بالتركية: Nazan Kesal)‏ (ولدت في 28 مارس 1969 في مدينة مانيسا بإسطنبول) ممثلة مسرحية وسينمائية وممثلة مسلسلات تلفزيونية ومخرجة.
عقب إتمام نازان كسال لتعليمها الابتدائي والثانوي بمدينة مانيسا التحقت في عام 1991 بقسم المسرح – التمثيل في كلية الفنون الجميلة في جامعة 9 أيلول بإزمير وقد تخرجت منها. وحينما انتقلت إلى إسطنبول واستقرت بها مثلت نازان كسال في المسلسلات التلفزيونية، والسينمائية والأفلام الإعلانية. وخلال أعوام 1996 – 2004 شغلت نازان كسال منصب ممثلة ومخرجة في مسرح الدولة بديار بكر. وفي مطلع عام 2004 عيٌنت الفنانة نازان كسال في مسرح الدولة ببورصة ثم عملت في مجموعات خاصة مثل مسرح أينا، ومسرح إسطنبول والمركز الفني بديار بكر. وحصلت نازان كسال على درجة الماجستير في قسم السينما والتلفزيون بجامعة بيكينت. تزوجت بالفنان إيرجان كيسال وأنجبت منه طفل.

## الجوائز
- عام 2006 – جائزة أفضل ممثلة مساعدة بمهرجان البرتقال الذهبي السينمائي بأنطاليا الثالث والأربعون عن فيلم ( المناخ )
- عام 2011 – جائزة أفضل ممثلة بمهرجان إسطنبول السينمائي الدولي الثلاثون عن فيلم ( الشعر )
- عام 2014 – جائزة أفضل ممثلة بمهرجان أنقرة السينمائي الدولي الخامس والعشرون عن فيلم ( الشقة )

## المسرحياتالتي أخرجتها
- احتفالات يوم المرأة العالمي ب 8 مارس، إستعراض الشعر – الأداء – المركز الفني بديار بكر – 2003
- الانتقام ( مسرحية ) : أورهان أثينا – مسرح الدولة بديار بكر – 2000
- أطفال المدينة : المركز الفني بديار بكر – 1993

## المسرحياتالتي مثلتها
•	مسرحية الحرية : آدم عطار – مسرح الدولة ببورصة – 2010
•	المقاومات : جان أوتكو – مسرح الدولة ببورصة – 2009
•	الشمس الحثي : تورجاي نار – مسرح الدولة ببورصة – 2005
•	منزل برناردا ألبا : فيديريكو غارسيا لوركا : مسرح الدولة ببورصة – 2004
•	احتفالات يوم المرأة العالمي ب 8 مارس، عرض الشعر – الأداء – المركز الفني بديار بكر – 2003
•	قمامة ميكادو : مليح جودت أنداي – مسرح الدولة بديار بكر – 2002
•	دومرول المجنون : جونجور ديلمن - مسرح الدولة بديار بكر – 2001
•	السلام : أريستوفانيس - مسرح الدولة بديار بكر – 2001
•	أغمض عيني، أقوم بوجباتي : خلدون تانر - مسرح الدولة بديار بكر – 2000
•	شاهميران : ناظم حكمت - مسرح الدولة بديار بكر – 1999
•	حلم تحول ليلة صيف : وليم شكسبير - مسرح الدولة بديار بكر – 1999
•	المسافر : ناظم حكمت - مسرح الدولة بديار بكر – 1998
•	كم يا أبي كم : راي كوني - مسرح الدولة بديار بكر – 1997
•	المرائي : موليير - مسرح الدولة بديار بكر – 1997
•	المهرج الخاسر أنفه : نيل بانو إنجيندنيز - مسرح الدولة بديار بكر – 1997
• Düdükçülerle Fırçacıların Savaşı : عزيز نسين - مسرح الدولة بديار بكر - 1997
•	المكسرات : باريليت وجريدي – مسرح إسطنبول – 1996
•	الضيف : تونجر جوجن أوغلو – مسرح أينا – 1995
•	روزا لوكسمبورج : ركين تيكسوي – مسرح أينا – 1994
•	فليكسر الكوؤس الزجاجية : آدم عطار – مسرح منزل أنقرة الفني – 1993

## الأفلام السينمائيةالتي مثلتها
•	الشقة : أتيل إناتش – 2014
•	الشعر ( فيلم ) : تايفون بيرسليم أوغلو – 2010
•	رحلة الباتروس : جنكيز تيموتشين أصيلتورك – 2010
•	الضمير : إيردن كيرال – 2008
•	السلطة : ل. ريزان يشيلباش – 2008
•	المناخ : نوري بيلجي جيلان – 2006 – سيراب
•	البعيد : نوري بيلجي جيلان – 2002 – سيراب
•	المصير : ذكي دميركوبوز – 2001 – ابنة المدير
•	إسطنبول تحت أجنحتي : مصطفى ألتيوكلار – 1996 – فخيشة
•	قصة الخريف : يافوز أوزكان – 1994
•	منزل للإيجار : 1994
•	والدو : السبب أنك ليس موجود هناك : 1993
•	إحداهما عايدة والأخرى زليخة : 1992
•	أحلام اليقظة للسيدة جذيبة : عرفان توزوم – 1992 – المرأة الجارة
•	مسرحية الظل : يافوز تورجول – 1992 – سيزين

## المسلسلات التلفزيونية
السيدة فضيلة وبناتها: فضيلة شامكران -2017- فضيلة
•	بلاط اليوم : قدرت سابانجي – 2014 – أوفتادا
•	المدينة المفقودة : جودت ميرجان – 2012 – مريم
•	عمر واحد لا يكفي : إلكسين بشارير – 2011 – شكران
•	الحب والعقاب : قدرت سابانجي – 2010 – سفجي
•	القرحة : الممرضة إيسينبوجا – 2009 – حيجران
•	أطفال الجنة : فاروق تيبر – 2008 – مولودة
•	العيد : جمال كالإسار – 2007 – ثوريا
•	الحديقة العاصفة : متين جوناي – 2005 – جولتن
•	علياء : قدرت سابانجي – 2004 – نرمين
•	ياديجار : هاكان جورتوب – 2004 – كيزبان
•	الورود المختومة : هاكان جورتوب – 2003
•	بيريفان : تمل جورسو – 2002
•	الشرع : أورهان أوغوز – 1999
•	لدينا عائلة : كارتال التبت – 1995
•	قصص من الحياة : تولاي إيراتالاي – 1994 – المرأة البكم
•	عزيزتي بيتوش : عاطف يلماز – 1993
•	الأب العظيم : عثمان سيناف – 1993

## وصلات خارجية
- نازان كسال على موقع IMDb (الإنجليزية)
- نازان كسال على موقع روتن توميتوز (الإنجليزية)
- نازان كسال على موقع ألو سيني (الفرنسية)
- نازان كسال على موقع أول موفي (الإنجليزية)
- نازان كسال على موقع قاعدة بيانات الأفلام السويدية (السويدية)
- نازان كسال على موقع قاعدة بيانات الفيلم (الإنجليزية)
- نازان كسال على موقع كينوبويسك (الروسية)

- نازان كسال في قاعدة البيانات على الإنترنت
- نازان كسال في السينما التركية [التركية]
- الموقع لرسمي